# Star Trek: Seria animată
Star Trek: Seria animată (din engleză Star Trek: The Animated Series) (cunoscută și sub denumirea The Animated Adventures of Gene Roddenberry's Star Trek) este un serial științifico-fantastic animat de televiziune care se desfășoară în universul fictiv din Star Trek după evenimentele din filmul serial Star Trek: Seria originală. Premiera a fost pe 8 septembrie 1973. Serialul a avut două sezoane și un total de 22 de episoade a câte 30 de minute fiecare. Serialul a fost creat de Gene Roddenberry, regizat de Hal Sutherland, produs de Filmation și Norway Productions și distribuit de CBS Television Distribution.

## Povestea
Seria descrie povestea echipajului unei nave spațiale și a misiunii de cinci ani a acesteia de a ajunge acolo unde "nici un om nu a ajuns vreodată".

Coperta DVD-ului Star Trek: Seria animată pentru Regiunea 1

## Distribuție
- Arex și Montgomery Scott - voce: James Doohan
- Chapel și M'Ress - voce: Majel Barrett
- James T. Kirk - voce: William Shatner
- Leonard McCoy - voce: DeForest Kelley
- Spock - voce: Leonard Nimoy
- Hikaru Sulu - voce: George Takei
- Uhura - voce: Nichelle Nichols